# Poecilocryptus zealandicus
Poecilocryptus zealandicus is een insect dat behoort tot de orde vliesvleugeligen (Hymenoptera) en de familie van de gewone sluipwespen (Ichneumonidae). De wetenschappelijke naam van de soort werd voor het eerst geldig gepubliceerd door Ward in 2011.
De lengte van de voorvleugel is 5 millimeter, de lichaamslengte 6 millimeter.
De soort komt voor in Nieuw-Zeeland.